# 1395 Арібеда
1395 Арібеда (1936 OB, 1972 VD1, 1976 NK, 1395 Aribeda) — астероїд головного поясу, відкритий 16 липня 1936 року.
Тіссеранів параметр щодо Юпітера — 3,174.